# Marneuli (distrikt)
Marneuli (georgiska: მარნეულის მუნიციპალიტეტი, Marneulis munitsipaliteti) är ett distrikt i Georgien. Det ligger i regionen Nedre Kartlien, i den sydöstra delen av landet, 30 km söder om huvudstaden Tbilisi. Administrativt centrum är staden Marneuli.